# The Awakening (P.O.D.)
The Awakening è il nono album in studio del gruppo musicale statunitense P.O.D., pubblicato il 21 agosto 2015 dalla T-Boy Records e dalla Universal Music Enterprises. È il loro unico concept album.

## Tracce
1. Am I Awake – 5:57
2. This Goes Out to You – 3:51
3. Rise of NWO – 3:12
4. Criminal Conversations (feat. Maria Brink) – 5:02
5. Somebody's Trying to Kill Me – 5:12
6. Get Down – 3:39
7. Speed Demon – 2:44
8. Want It All – 3:33
9. Revolución (feat. Lou Koller) – 4:05
10. The Awakening – 5:25

## Formazione
Gruppo
- Sonny Sandoval - voce
- Marcos Curiel - chitarra
- Traa Daniels - basso
- Noah  Bernardo - batteria

Altri musicisti
- Maria Brink - voce (traccia 4)
- Lou Koller - voce (traccia 9)